# Salvatore Loria
Pour les articles homonymes, voir Loria.
Né le 22 février 1975 à Turin, Salvatore Loria est un karatéka italien qui a remporté de nombreuses médailles en kumite lors de compétitions internationales.

## Résultats
| Résultat      | Date          | Épreuve                   | Catégorie | Compétition                | Ville hôte                         |
| ------------- | ------------- | ------------------------- | --------- | -------------------------- | ---------------------------------- |
| médaille d'or | Mai 1997      | Kumite individuel - 75 kg | Seniors   | Championnats d'Europe 1997 | Santa Cruz de Tenerife, en Espagne |
| [ 1 ]         | Mai 1997      | Kumite par équipe         | Seniors   | Championnats d'Europe 1997 | Santa Cruz de Tenerife, en Espagne |
| médaille d'or | 1997          | ?                         | Seniors   | Jeux mondiaux 1997         | Lahti, en Finlande                 |
| [ 2 ]         | Mai 1998      | Kumite individuel - 75 kg | Seniors   | Championnats d'Europe 1998 | Belgrade, en Serbie-et-Monténégro  |
| médaille d'or | Mai 1998      | Kumite individuel open    | Seniors   | Championnats d'Europe 1998 | Belgrade, en Serbie-et-Monténégro  |
| [ 1 ]         | Mai 1998      | Kumite par équipe         | Seniors   | Championnats d'Europe 1998 | Belgrade, en Serbie-et-Monténégro  |
| [ 3 ]         | Mai 2001      | Kumite individuel - 80 kg | Seniors   | Championnats d'Europe 2001 | Sofia, en Bulgarie                 |
| [ 1 ]         | Mai 2001      | Kumite par équipe         | Seniors   | Championnats d'Europe 2001 | Sofia, en Bulgarie                 |
| médaille d'or | 2001          | ?                         | Seniors   | Jeux mondiaux 2001         | Akita, au Japon                    |
| [ 4 ]         | Mai 2002      | Kumite individuel - 75 kg | Seniors   | Championnats d'Europe 2002 | Tallinn, en Estonie                |
| [ 5 ]         | Mai 2003      | Kumite individuel - 75 kg | Seniors   | Championnats d'Europe 2003 | Brême, en Allemagne                |
| [ 6 ]         | Mai 2004      | Kumite individuel - 75 kg | Seniors   | Championnats d'Europe 2004 | Moscou, en Russie                  |
| [ 1 ]         | Novembre 2004 | Kumite par équipe         | Seniors   | Championnats du monde 2004 | Monterrey, au Mexique              |
| [ 7 ]         | Mai 2006      | Kumite individuel - 75 kg | Seniors   | Championnats d'Europe 2006 | Stavanger, en Norvège              |
| 5e place      | Octobre 2006  | Kumite individuel - 75 kg | Seniors   | Championnats du monde 2006 | Tampere, en Finlande               |